# Sparedrus
Sparedrus es un género de coleóptero de la familia Oedemeridae.

## Especies
Las especies de este género son:
- Sparedrus affinis
- Sparedrus albipilis
- Sparedrus alesivani
- Sparedrus angustatus
- Sparedrus archaicus
- Sparedrus aspersus
- Sparedrus atricolor
- Sparedrus bulgaricus
- Sparedrus championi
- Sparedrus concolor
- Sparedrus depressus
- Sparedrus elegans
- Sparedrus holzschuhi
- Sparedrus hurkai
- Sparedrus kazakhstanicus
- Sparedrus klapperichi
- Sparedrus kolibaci
- Sparedrus kutiauensis
- Sparedrus lencinae
- Sparedrus lepidus
- Sparedrus longicollis
- Sparedrus longicornis
- Sparedrus longicornis
- Sparedrus murinus
- Sparedrus nebulosus
- Sparedrus pakistanicus
- Sparedrus proximus
- Sparedrus rufum
- Sparedrus sepiaceus
- Sparedrus similis
- Sparedrus tryznai
- Sparedrus unicolor
- Sparedrus uzbekistanicus